# Cantata folklórica nortina cordillerana
Cantata folklórica nortina cordillerana es un álbum de estudio del Coro Universidad del Norte, de la ciudad chilena de Antofagasta, bajo la dirección de Gabriel Rojas Martorell, lanzado en 1973 por el sello DICAP.

## Lista de canciones
| Cantata folklórica nortina cordillerana |                                           |          |  |
| N.º                                     | Título                                    | Duración |  |
| 1.                                      | «Himno de la Universidad del Norte»       | 2:58     |  |
| 2.                                      | «Cantata folklórica nortina cordillerana» | 16:37    |  |
| 3.                                      | «Himno a Chile»                           | 2:18     |  |
| 4.                                      | «Saludo del coro»                         | 0:30     |  |
| 5.                                      | «Io ti voria contar»                      | 1:19     |  |
| 6.                                      | «Margot laboures les vignes»              | 0:51     |  |
| 7.                                      | «Green sleeves»                           | 3:18     |  |
| 8.                                      | «Las cuatro palomas»                      | 1:54     |  |
| 9.                                      | «Qué linda es Cuba»                       | 2:29     |  |
| 10.                                     | «Esas no son cubanas»                     | 2:10     |  |
| 11.                                     | «Carnavalito quebradeño»                  | 1:22     |  |
| 35:46                                   |                                           |          |  |